# Leptogenys vogeli
Leptogenys vogeli é uma espécie de formiga do gênero Leptogenys, pertencente à subfamília Ponerinae.